# 歐羅尼亞 (喬治亞州)
歐羅尼亞（英語：Eulonia）是位於美國喬治亞州麥金托什縣的一個非建制地區。該地的面積和人口皆未知。

## 地理
歐羅尼亞的座標為31°31′59″N 81°25′37″W / 31.53306°N 81.42694°W，而該地的平均海拔高度為6米（即20英尺）。